# 하테나 아레니콜라
하테나 아레니콜라(H. arenicola)는 단세포 진핵생물의 일종으로 2006년에 기술되었다. 이 종은 편모충류의 하나로 식물과 유사하며, 생활사의 한 단계에서 조류 내부에서 자체적으로 광합성을 수행한다.
이름은 일본어에서 유래하였으며, "모래사장에 사는 수수께끼같은 생물"이라는 의미이다. 이노우에 이사오(井上勲, 츠쿠바대학 교수)와 오카모토 노리코(일본학술진흥회 특별연구원)가 발견했다.
이 미생물은 카타블레파리스류의 편모충류이다. 엽록체를 가지고 있지만 핵을 가지고 있으며, 녹조식물 네프로셀미스강에 속하는 네프로셀미스속(Nephroselmis) 종에 공생하는 새포 내 공생 생물로 확인되고 있다.